# Aubach (Mitterwasser)
Der Aubach ist ein Bach im Linzer Stadtteil Ebelsberg.

## Lauf
Der Auchbach fließt in den Donauauen im Süden von Linz, südlich der Traunmündung. Er bildet sich östlich von Posch und Traundorf. Der nördlichere Lauf beginnt im heutigen Industriepark Linz-Pichling und wird auch Klettfischerbach genannt (nach einem historischen Gehöft dort). Er verläuft als sichtbarer Grünlandstreifen ostwärts durch das Industriegebiet, und dann südwärts entlang der Schwaigaustraße. Der südliche Lauf beginnt im alten Ortskern von Posch und zeichnet dort ost-, dann südwärts den Verlauf der Traundorfer Straße, und wendet sich dann wieder nach Osten, etwas nördlich parallel zur Westbahn. Südlich des alten Gehöfts Schwaigau vereinen sich die Bäche. Wenige hundert Meter weiter, an der Stadtgrenze bei Raffelstetten, vereint sich der Bach mit dem Tagerbach. Sie versickern etwas weiter, nördlich von Raffelstetten und kurz vor dem Ausee, in der Au.

## Geschichte
Der Bach geht auf einen Altarm des Mündungsästuars der Traun in die verflochtenen Nebenläufe der Donau im Linzerfeld zurück. Dieser hieß schon im 18. Jahrhundert, vor den großen Donauregulierungen, Altau, und war im Oberlauf verlandet. Ab Posch, im Bereich des Grüngürtels zwischen diesem Ort und dem Industriepark, bestand noch ein stehendes Gewässer, das ostwärts streichend im Bereich der heutigen Tagerbach-Versickerung einem Nebenarm der Donau zuging. Dieser Altarm ist im Gelände kaum mehr erhalten. Es wurde dann in ein Mühlbachgerinne umgewandelt (Altaubach).
Dieser Altarm führte wohl im früheren Mittelalter zur bedeutenden Lände in Raffelstetten, an der die Zillen, die mit dem Salzkammergut-Salz die Traun herunterkamen, zum Weitertransport auf der Donau oder für die Überfuhr auf das nördliche Donauufer umgeladen wurden (siehe Raffelstettener Zollordnung, um 900). Er setzte sich dann vielleicht auch in der Kühwampe (dem heutigen Kronau- und Kristeinbach) fort.

## Ökologie
Der Bach ist heute gänzlich verbaut. Trotz der Denaturierung ist sein Unterlauf ökologisch wertvoll. Im moorigen Graben am Tagerbach finden sich mehrere Amphibienarten, darunter die seltene Knoblauchkröte, viele Vogelarten und etliche Libellen, so auch die Südliche Mosaikjungfer. Im Schilfgraben beim Gehöft Schwaigau findet sich ein Bestand von Sumpf-Wolfsmilch, einer von nur zwei Nachweisen in Oberösterreich.
Aufgrund des Naturwertes ist der Unterlauf von der Schwaigaustraße bis zum Tagernbach Teil des Europaschutzgebietes Traun-Donau-Auen (Fauna-Flora-Habitat-Gebiet).